# Yellowstone (fiume)
Lo Yellowstone è un fiume degli Stati Uniti d'America nord occidentali, che scorre per una lunghezza di circa 1.114 km (692 miglia), rappresentando il principale affluente dell'alto corso del fiume Missouri.

## Descrizione
Il fiume nasce nel nord-ovest dello Stato del Wyoming, vicino allo Younts Peak, nel sud-ovest della Contea di Park. Scorre inizialmente verso nord attraverso il Parco nazionale di Yellowstone, andando ad alimentare il Lago Yellowstone. Poi ridiscende attraverso una serie di cascate raggiunge nel Grand Canyon dello Yellowstone sempre entro i confini del parco. Il fiume scorre ancora verso nord, raggiungendo il Montana tra i Monti Absaroka e i Monti Gallatin nella Paradise Valley. Il fiume emerge poi dalle montagne vicino alla città di Livingston, dove compie una svolta verso est e scorre attraverso la parte settentrionale delle Grandi Pianure passata la città di Billings. 
A est di Billings riceve le acque del fiume Bighorn. In seguito si unisce al Tongue vicino a Miles City nella parte orientale del Montana. Alla confluenza con il fiume Missouri si crea il Lago Sakakawea appena al di sopra della città di Williston appena passato il confine con il Nord Dakota. Alla confluenza con il Missouri, lo Yellowstone è più grande come portata d'acqua.
Il fiume è stato esplorato nel 1806 da William Clark durante il viaggio di ritorno della spedizione di Lewis e Clark.
Il fiume Yellowstone è stato un'importante arteria di trasporto per i Nativi americani, nonché per i coloni bianchi nel corso del XIX secolo. In Montana è stato ampiamente usato per l'irrigazione a partire dagli anni sessanta dell'Ottocento.

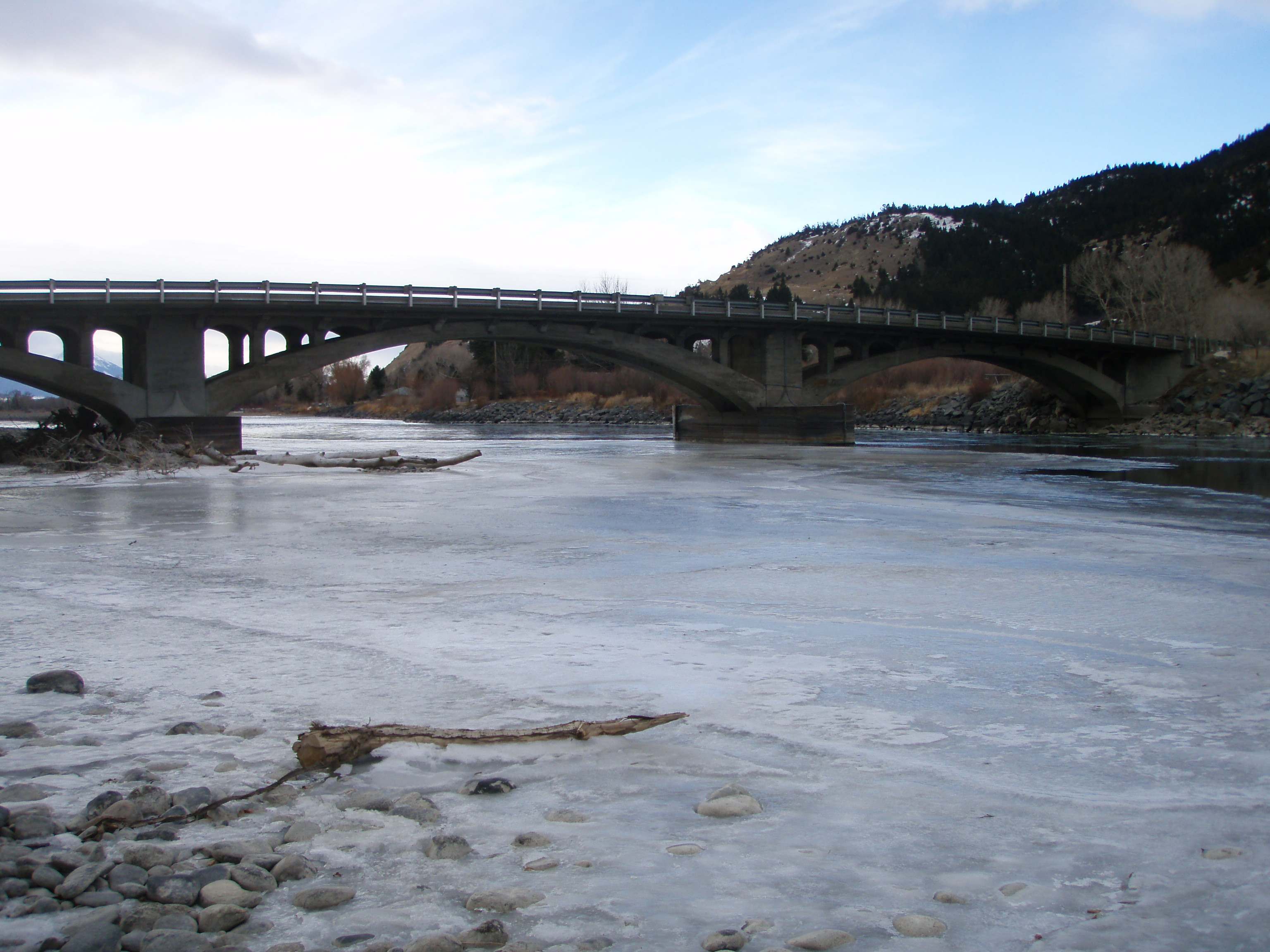
Il fiume Yellowstone ghiacciato in inverno
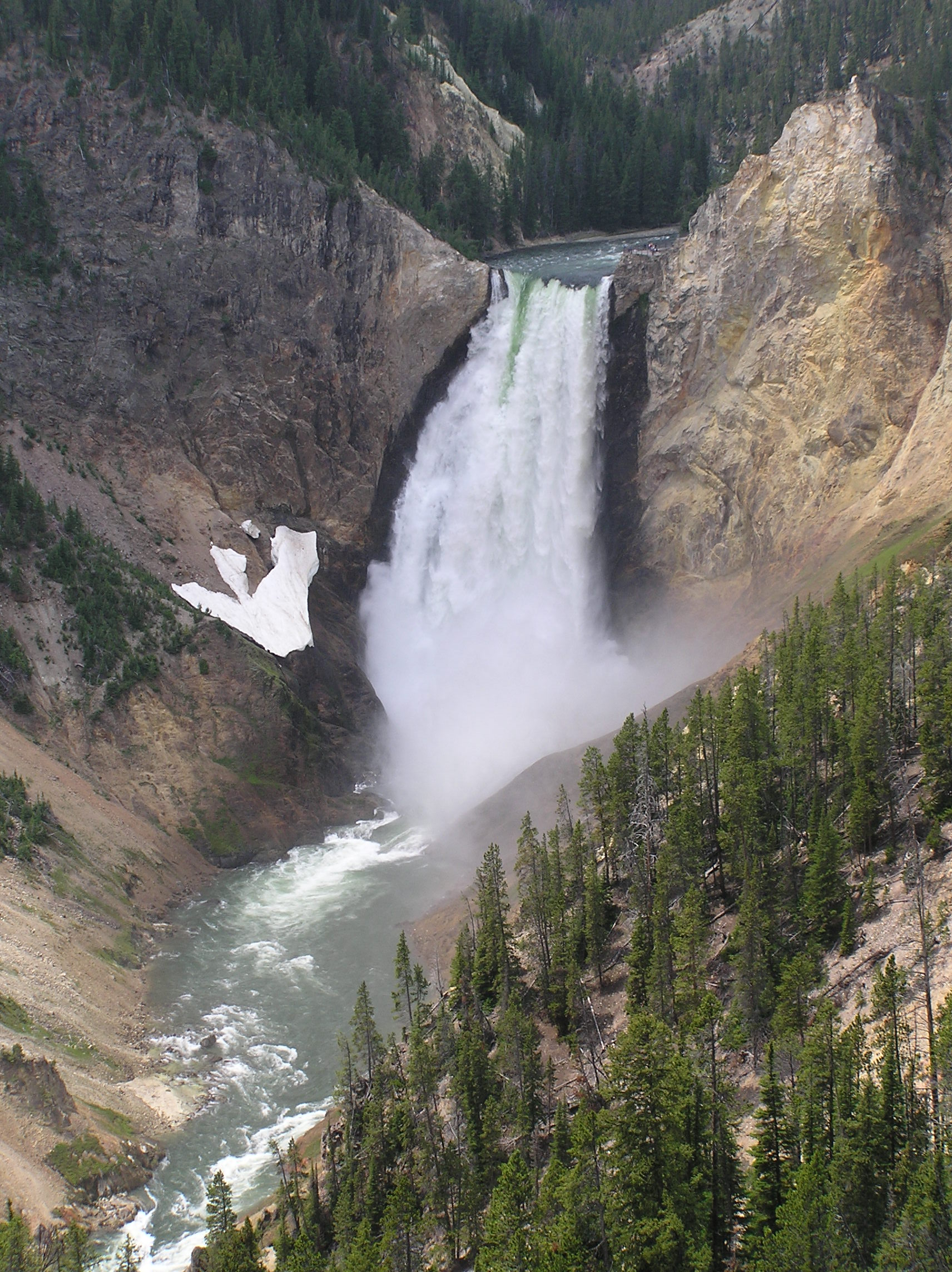
La Cascata inferiore

yellowstone== Altri progetti ==
- Wikimedia Commons contiene immagini o altri file su Yellowstone